# Антоновка (сортотип яблони)
Анто́новка — сортотип яблони, часто описывается, как сорт «Антоновка Обыкновенная». Сорт народной селекции.
Регистрационное название: Антоновка обыкновенная.
На государственном испытании с 1939 года. Включён в государственный реестр в 1947 году по Северо-Западному (Вологодская область, Калининградская область, Ленинградская область, Новгородская область, Псковская область) и Центральному (Брянская область, Владимирская область, Ивановская область, Калужская область, Костромская область, Московская область, Рязанская область, Тверская область, Ярославская область) экономическим районам.
Отличительной особенностью Антоновки является сильный аромат спелых плодов.

## Происхождение

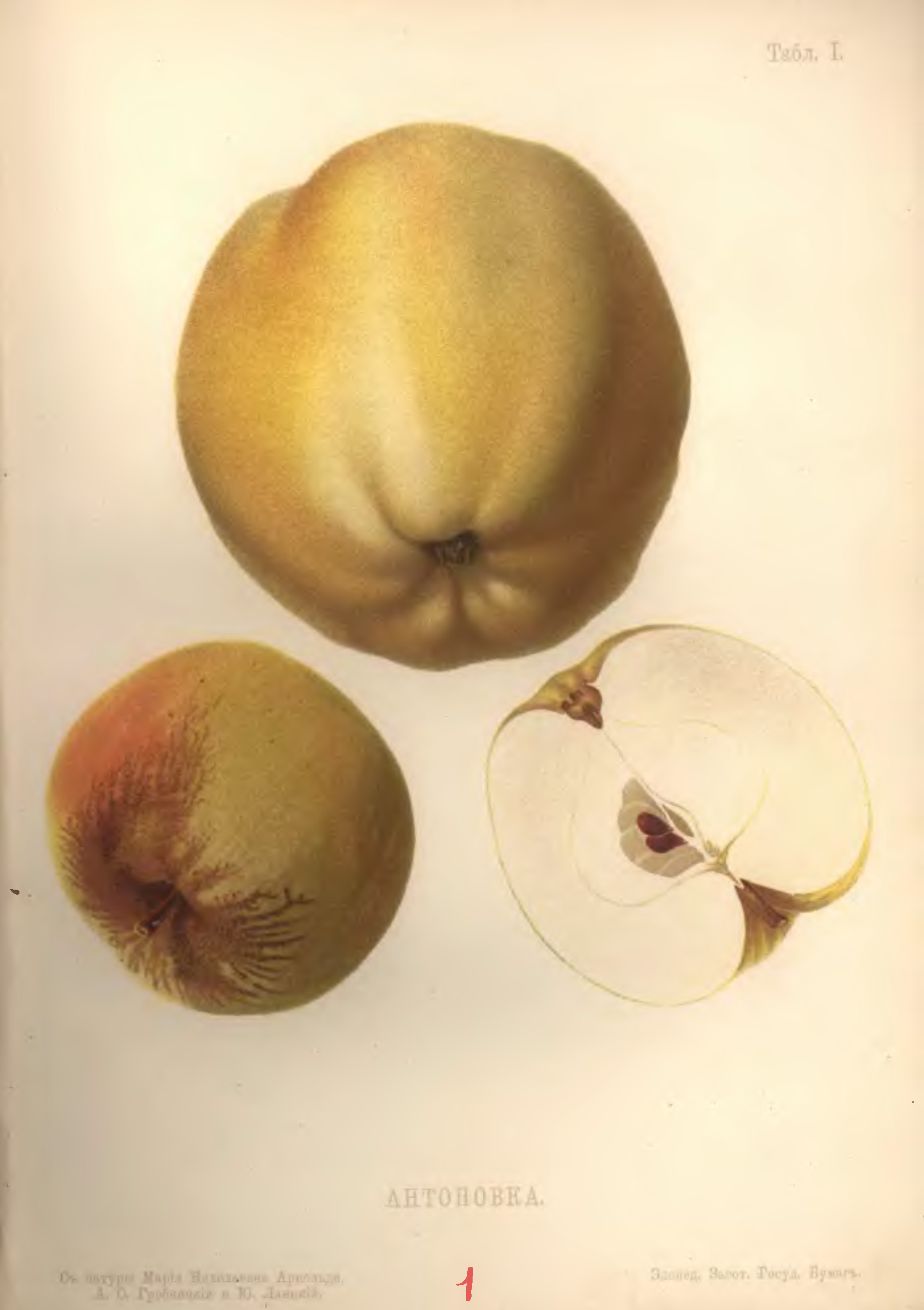
Антоновка. «Атлас плодов» под редакцией Адама Гребницкого, 1906

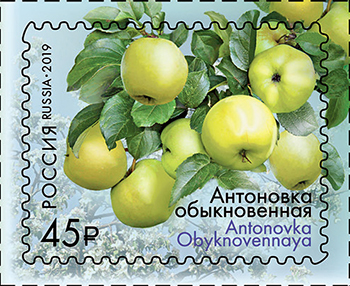
Почтовая марка. Россия. 2019 год

Старинный среднерусский сорт. Возможно, является спонтанным гибридом культурного сорта с местной дикорастущей яблоней лесной (Malus sylvestris). Начал распространяться из Курской губернии в XIX веке. Впервые описан Н. И. Красноглазовым в 1848 году в «Правилах плодоводства в открытом грунте, оранжереях, теплицах и т. д.».
В XXI веке антоновку принято считать сортотипом, объединяющим ряд родственных сортов.
А. С. Гребницкий в книге «Атлас плодов» (1906 г.) пишет: «Место происхождения антоновки точно неизвестно; разводится же она с очень давних времён, и все помологи, описывавшие её, признают за сорт русского происхождения». При этом ни в одном из четырёх реестров А. Т. Болотова, содержащих названия 661 сорта яблок и груш, антоновка не упоминается.
Насчитывается более 20 различных мутаций антоновки.
В зарубежных источниках антоновка иногда рассматривается как сорт дикорастущих видов яблонь:
- Malus pumila 'Antonovka'[6]
- Malus robusta 'Antonovka'[7]
- Malus sylvestris 'Antonovka'[8].

## Характеристика сортотипа

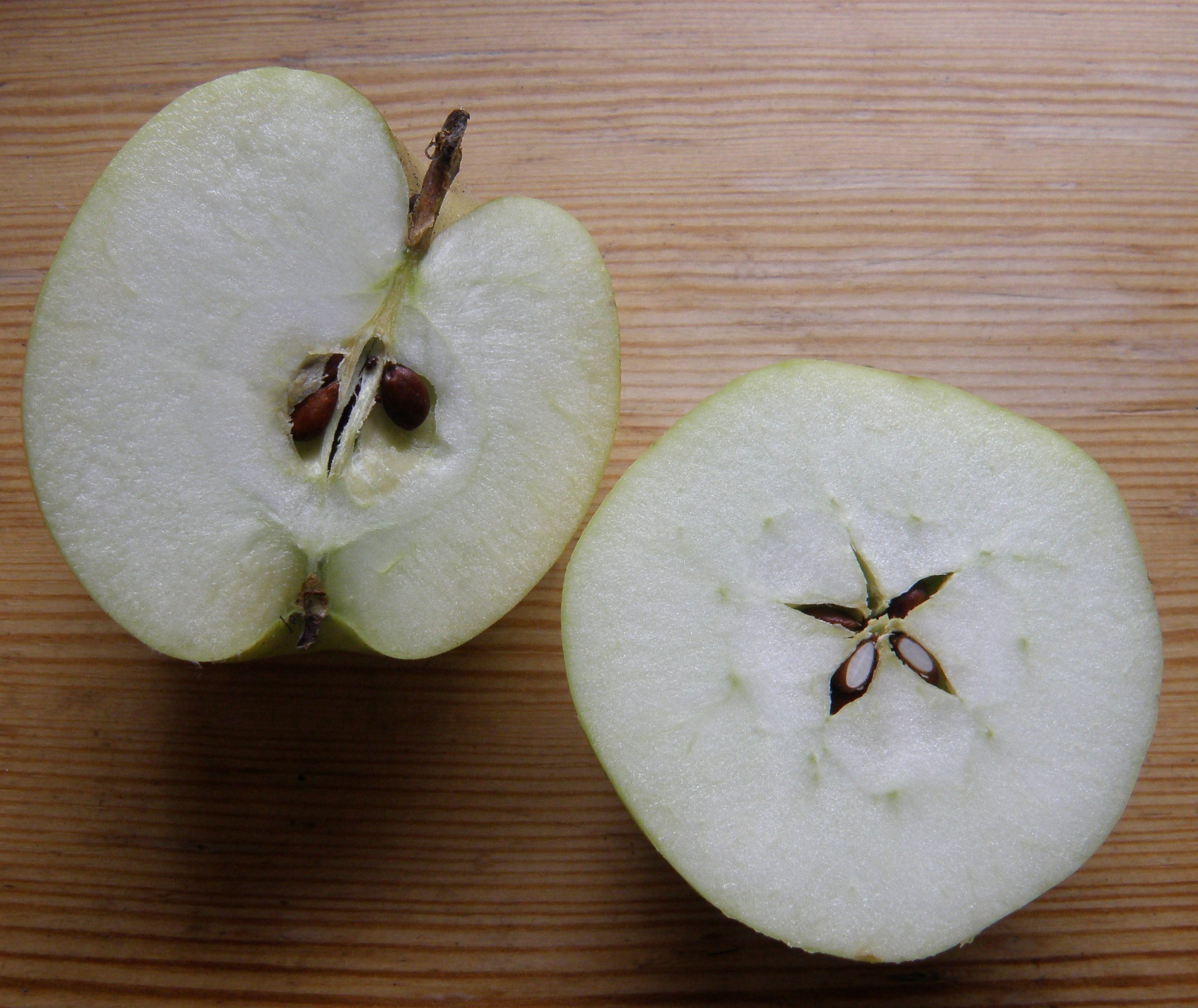

Дерево сильнорослое. Крона неправильно округлой формы, приподнятая, с возрастом раскидистая. Побеги отличаются выраженной коленчатостью. Сорт частично самоплодный. Скороплодность низкая. Плодоношение начинается на шестой — седьмой год, при хорошем уходе регулярное, до 328 кг с 20-летнего дерева.
Плоды среднего размера, 120—150 г, максимум 300 г. Форма изменчива от плоско-округлой до овально-конической, иногда цилиндрическая. Поверхность гранёная или широко ребристая.
Воронка глубокая, средней ширины, сильно оржавленная.
Блюдце глубокое, просторное, складчатое.
Плодоножка толстая, короткая.
Кожица слабо маслянистая, блестящая, с характерным сильным ароматом. Основная окраска зеленовато-жёлтая, при хранении соломенно-жёлтая. Покровная окраска отсутствует, иногда слабая розовая или кирпичная, а также в виде золотистого загара. Подкожные точки многочисленные, крупные, белые, хорошо заметные.
Мякоть слегка желтоватая, сочная, средней плотности, зернистая. Вкус хороший, с некоторым избытком кислоты и своеобразным ароматом. Плоды отличаются повышенным содержанием витамина C (14 мг %).
В северных областях плоды Антоновки хранятся в холодильнике до января. В условиях проветриваемых подвалов в соломе могут храниться значительно дольше, сохраняя свои вкусовые качества.
Л. П. Симиренко отмечал: «Плоды Антоновки северного происхождения прекрасно сохраняются в лёжке, и, например, в Москве они бывают в торговле даже в мае. Но чем дальше на юг, тем больше она утрачивает свойства лёжкого зимнего сорта и превращается в непрочное осеннее яблоко». В Тунисе плоды Антоновки созревают уже 10 июля.
Достоинства сорта: зимостойкость относительно высокая. Заморозкоустойчив, цветение позднее. Урожайность высокая, но не регулярная. Пригоден для различных видов переработки: мочения, приготовления компотов, повидла, пастилы, мармелада, соков, джема и т. д. К ценным качествам Антоновки относится формирование однотипных выравненных сеянцев, которые широко используются как подвой (сильнорослый, зимостойкий, хорошо совместимый со многими сортами).
Недостатки: низкая скороплодность (плодоношение с пяти — восьми лет, более или менее значительные урожаи с десяти лет), поражается паршой, плодожоркой. Согласно другому источнику, к парше сравнительно устойчив. Вкусовые качества и размер плодов зависят от клонов и погодных условий года.

## Сорта, разновидности
В книге «Русские яблоки» М. В. Рытов описывает 17 сортов Антоновки. И. В. Мичурин в 1929 году писал: «У нас в садах насчитывают до 26 разновидностей Антоновки, а между тем в действительности их едва ли наберётся пять… В числе же остальных фигурируют или сорта, не имеющие ничего общего с Антоновкой, как, например, 'Антоновка-каменичка', пущенная в продажу питомником Янихен, и 'Антоновка Золотой Монах', пущенная в продажу питомником Клейнмихеля, или же сорта, представляющие собой простую Антоновку, лишь временно изменённую влиянием особенных условий среды. Так, например, в садах окрестностей города Белёва имеется простая Антоновка, плоды которой сохраняются в свежем виде до весны, между тем как обычно Антоновка уже в январе делается мучнистой и портится».

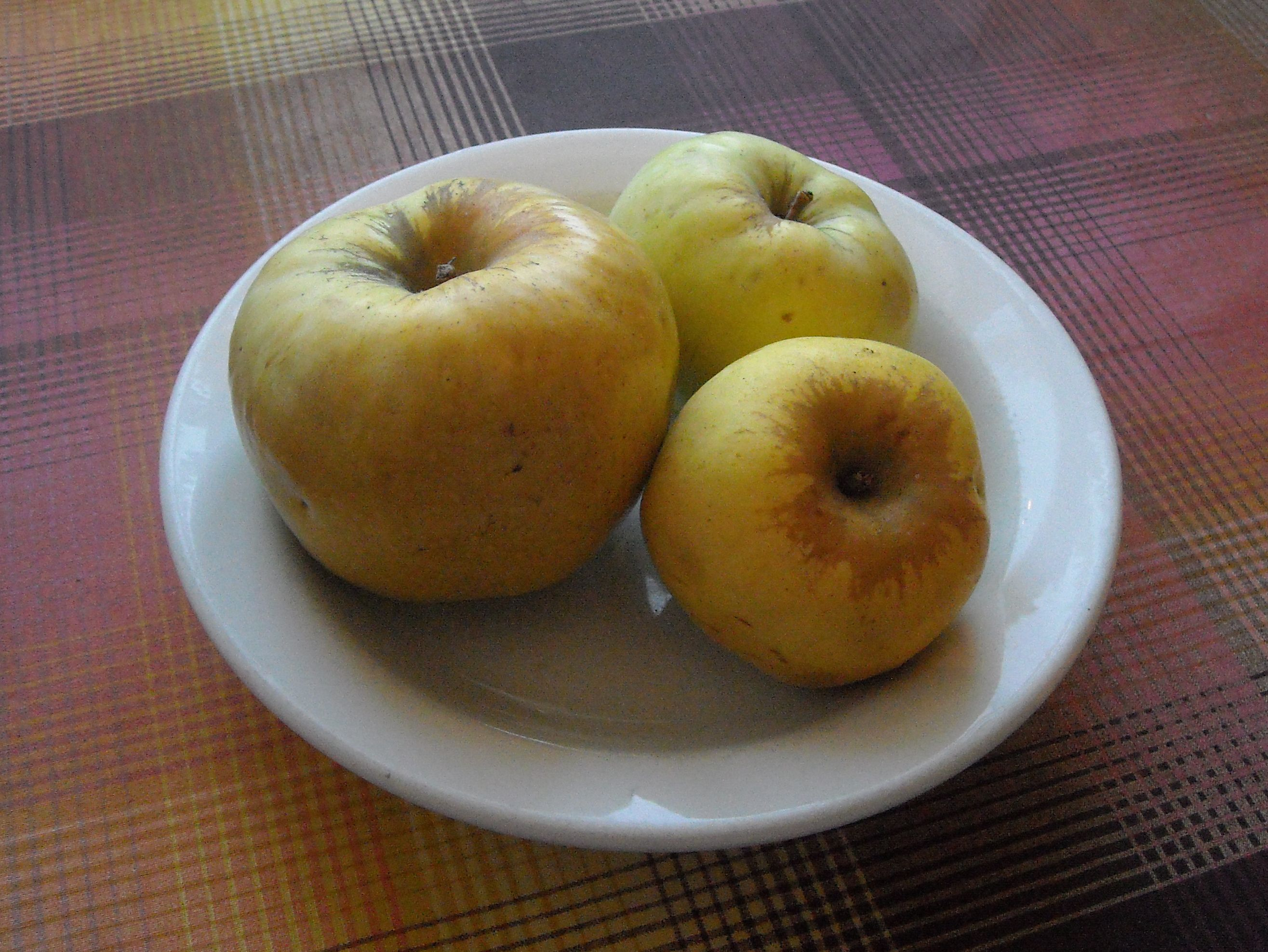
Антоновка

В базе данных ФГУ «Государственная комиссия Российской Федерации по испытанию и охране селекционных достижений» приведено 7 сортов или синонимов Антоновки обыкновенной: 'Антоновка Курская', 'Антоновка Простая', 'Антоновка Стаканчатая', 'Антоновское Яблоко', 'Восковая Жёлтая', 'Духовое', 'Красноглазовская'.
- 'Антоновка Белая' (syn. 'Антоновка Белая Могилёвская'). Плоды средней или вышесредней величины, на молодых деревьях — очень крупные. Хотя ширина и высота яблока почти одинаковы, плод, тем не менее, кажется высоким из-за заострённой вершины и тупого основания. Сорт часто встречается в белорусских садах, особенно в Витебской области[4].
- 'Антоновка Серая' (syn. 'Антоновка Ржавая'). Плоды имеют непривлекательный вид, небольшие, репчатой формы, покрыты как бы ржавчиной. Мякоть очень плотная, но после лёжки она становится мягче, приобретает виннокислый вкус и слабую пряность. Сорт высокоурожайный, транспортабельность и лёжкость плодов отличные. Деревья рано начинают плодоносить и долговечны. М. В. Рытов, признавая, что Антоновка серая некрасива, «по своему наружному виду деревья напоминают лесовку», отмечал, что яблони «могут расти без наблюдения садовладельца: они не дают ни развилков, ни повислых ветвей, ни излишней густоты кроны, и для несведущего в обрезке они — чистый клад»[4].
- 'Антоновка Репчатая'. Сорт распространён в Белоруссии (в этом регионе он зимний). Форма плодов очень схожа с репой. Плоды её хранятся лучше, чем 'Антоновки обыкновенной'. Деревья долговечны. В Гомельской области (Брагинский район) растут и плодоносят здоровые деревья в возрасте 120 лет. Судя по описанию, на Орловской зональной плодово-ягодной опытной станции выделена иная 'Антоновка Репчатая'. Она из садов совхозов «Сабурова» и имени Мичурина Тамбовской области. Отличается небольшим объёмом кроны, загущённым размещением кольчаток, укороченными междоузлиями[4].
- 'Антоновка Сладкая'.
- 'Антоновка Плоская'.
- 'Антоновка Ребристая'. Найдена М. Бурштейном в городе Горки Могилёвской области[4].
- 'Антоновка Полосатая'. Найдена А. Н. Ипатьевым в городе Горки Могилёвской области[4].
- 'Антоновка Золотой Монах' (syn.: 'Antonowka Zolotoi Monak'). Одна из разновидностей антоновки, распространившаяся из села Ивны Обоянского уезда Курской губернии[9].
- 'Антоновка Стаканчатая'. Из центральных цветков соцветий Антоновки обыкновенной при благоприятных условиях погоды формируются в основном плоды стаканчатой, а из боковых цветков — репчатой формы. Предполагается, что сорта 'Антоновка стаканчатая' не существует[4].
- 'Духовое'. «На Нижегородской выставке в 1896 году С. В. Батов из Тулы представил Антоновку тульскую (духовую). Он считал, что нарицательное название антоновка получила по имени садовника Антона, который якобы вывел её ещё в незапамятные времена, собственное же название — духовая — от духа, аромата, что имеет яблоко»[4]. Л. П. Симиренко считал 'Духовое' одним из синонимов антоновки обыкновенной[9].
- 'Антоновка-каменичка' (syn. 'Антоновка Краснобокая', 'Антоновка Краснобочка', 'Каменичка', 'Antonowka Kamenitchka', 'Antonowka Kamenitzehka', 'Antonowka Kamienna', 'Antonowka Kamieniczka', 'Harter Antonowka', 'Stein-Antonowka'). Достоверной информации о происхождении этого сорта не имеется. Была распространена в садах Черниговской губернии и прилегающих территориях. Плоды этого сорта отличаются повышенной лёжкостью[9].
- 'Антоновка Крупнина' (syn. 'Antonowka Kroupnina'). Предполагается, что сорт возник в Черниговской губернии. Л. П. Симиренко считал эту разновидность самостоятельным сортом. И. В. Мичурин считал, что 'Антоновка Крупнина' идентична сорту 'Антоновка Степная Гангардта'[9].
- 'Антоновка Осенняя' (syn. 'Antonowka D’automne')[9].
- 'Антоновка Полуторофунтовая'. И. В. Мичурин, 1888 (syn. 'Antonowka Poloutorafountowaia'). Сорт получен путём фиксации спорта (почковой мутации) на одном из деревьев 'Антоновки Белой Гранёной Могилёвской'[9].
- 'Антоновка Степная' (syn. 'Антоновка Степная Гангардта', 'Antonowka Stepnaia'). Происхождение неизвестно. Высказывались предположения, что сорт возник в Корочанском уезде Курской губернии. Своё название сорт получил благодаря особенной пригодности для выращивания в степях чернозёмной полосы России, где обыкновенная антоновка из-за засух даёт плоды худшего качества и меньшей лёжкости[9].

## Использование в селекции
К настоящему времени с участием антоновки обыкновенной создано несколько десятков сортов: 'Богатырь', 'Белорусское Малиновое', 'Московское Зимнее', 'Орловская Гирлянда', 'Белорусский Синап', 'Веньяминовское', 'Вишнёвое', 'Дружное' и другие.

## Антоновка в литературе
Антоновке как символу русской деревни и русской усадьбы посвящён рассказ Ивана Бунина «Антоновские яблоки»:

…Помню раннее, свежее, тихое утро… Помню большой,
весь золотой, подсохший и поредевший сад, помню кленовые аллеи,
тонкий аромат опавшей листвы и — запах антоновских яблок,
запах мёда и осенней свежести.
Воздух так чист, точно его
совсем нет, по всему саду раздаются голоса и скрип телег. Это
тархане, мещане-садовники, наняли мужиков и насыпают яблоки,
чтобы в ночь отправлять их в город, — непременно в ночь, когда
так славно лежать на возу, смотреть в звёздное небо,
чувствовать запах дёгтя в свежем воздухе и слушать, как
осторожно поскрипывает в темноте длинный обоз по большой
дороге. Мужик, насыпающий яблоки, ест их сочным треском одно за
одним, но уж таково заведение — никогда мещанин не оборвёт
его, а ещё скажет: — Вали, ешь досыта, — делать нечего! На сливанье все мёд пьют.
…
«Ядрёная антоновка — к весёлому году». Деревенские дела
хороши, если антоновка уродилась: значит и хлеб уродился…

Иван Шмелёв красочно описывает антоновку в книге «Лето Господне»:

В канун Покрова, после обеда, — самая большая радость, третья: мочат антоновку. … В столовую, на паркет,
молодцы-плотники, в родовых рубахах, чистые, русые, ясноглазые, пахнущие
березой банной, втаскивают огромный рогожный тюк с выпирающей из него
соломой, и сразу слышно, как сладко запахло яблоком. Ляжешь на тюк — и
дышишь: яблочными садами пахнет, деревней, волей. Не дождёшься, когда
распорют. Порется туго, глухо, — и вот, пучится из тюка солома, кругло в ней
что-то золотится… — и катится по паркету яблоко, большое, золотое, цвета
подсолнечного масла… пахнет как будто маслом, будто и апельсином пахнет, и
маслится. …И все запускают руки, все хотят выбрать крупное самое — «царя».
… Вытираем каждое яблоко холстинным полотенцем, оглядываем,
поминки нет ли, родимые ямки-завитушки заливаем топлёным воском. Тут же
стоят кадушки, свежие-белые, из липки. Овсяная солома. пареная, душистая,
укладывается на дно кадушки, на неё — чтобы бочками не касались — кладутся
золотистые антоновки, и опять, по рядку, солома, и опять яблоки… — и
заливается тёплой водой на солоде.

Упоминается антоновка в романе Шолохова Тихий Дон (4, 7, XXI):

В садах резче стал запах антоновки, по-осеннему прояснились далёкие горизонты

## Курская антоновка — символ Курской области

Памятник Курской антоновке, в г. Курске

Курская антоновка — символ Курской области.
19 августа 2008 года, в день Яблочного Спаса на улице Ленина в Курске открыт памятник Курской антоновке (скульптор В. М. Клыков). Диаметр медного «яблока» полтора метра.
С 2000 года в Курске вручается областная премия общественного признания «Курская антоновка». В первые годы статуэтки награды в виде ярко-зелёной «Курской антоновки» изготавливал курский художник Олег Радин. В дальнейшем вручались статуэтки в виде позолоченного яблока «Курской антоновки», автор — В. М. Клыков. Лауреатами премии в разные годы становились известные люди и коллективы:
курская команда КВН «ПриМа» (2009 год), курский писатель Евгений Носов (2000 год), губернатор Курской области Александр Михайлов, В. М. Клыков.